# Appendicula latilabium
Appendicula latilabium är en orkidéart som beskrevs av Johannes Jacobus Smith. Appendicula latilabium ingår i släktet Appendicula och familjen orkidéer.
Artens utbredningsområde är Moluckerna.

## Underarter
Arten delas in i följande underarter:
- A. l. latilabium
- A. l. seramica